# Футбольна асоціація Кувейту
Футбольна асоціація Кувейту (араб. الإتحاد الكويتي لكرة القدم) — кувейтська спортивна організація, яка здійснює управління і контроль футболом в Кувейті. Діяльність організації спрямована на розвиток та популяризацію футболу в країні, а також, на вироблення загальних норм і правил гри в футбол, що діють по всій країні. Займається організацією ігор національної ліги і кубкових змагань, формуванням і підготовкою збірних команд країни.

## Історія
Футбольна асоціація Кувейту була заснована 1952 року. З 1964 року стала членом ФІФА та АФК. З 2007 року Кувейт тричі був відсторонений ФІФА за політичне втручання — у 2007, 2009 та 2015—2017 роках.

## Турніри
- VIVA Premier League
- Кубок Еміра Кувейту з футболу
- Кубок наслідного принца Кувейту
- Суперкубок Кувейту
- Кубок Аль-Хурафі